# تمرين المعدة

تمرين الطحن.

تمرين الجلوس أو تمرين المعدة هو تمرين شائع، ينفذ بالتمدد على الأرض والوجه إلى الأعلى مع تقويس الارجل للأعلى ثم رفع الجزء العلوي من الجسم مع تثبيت الجزء السفلي ووضع اليدين على الصدر أو خلف الرأس. يركز تمرين المعدة على تطوير عضلة البطن.

## مخاطر صحية

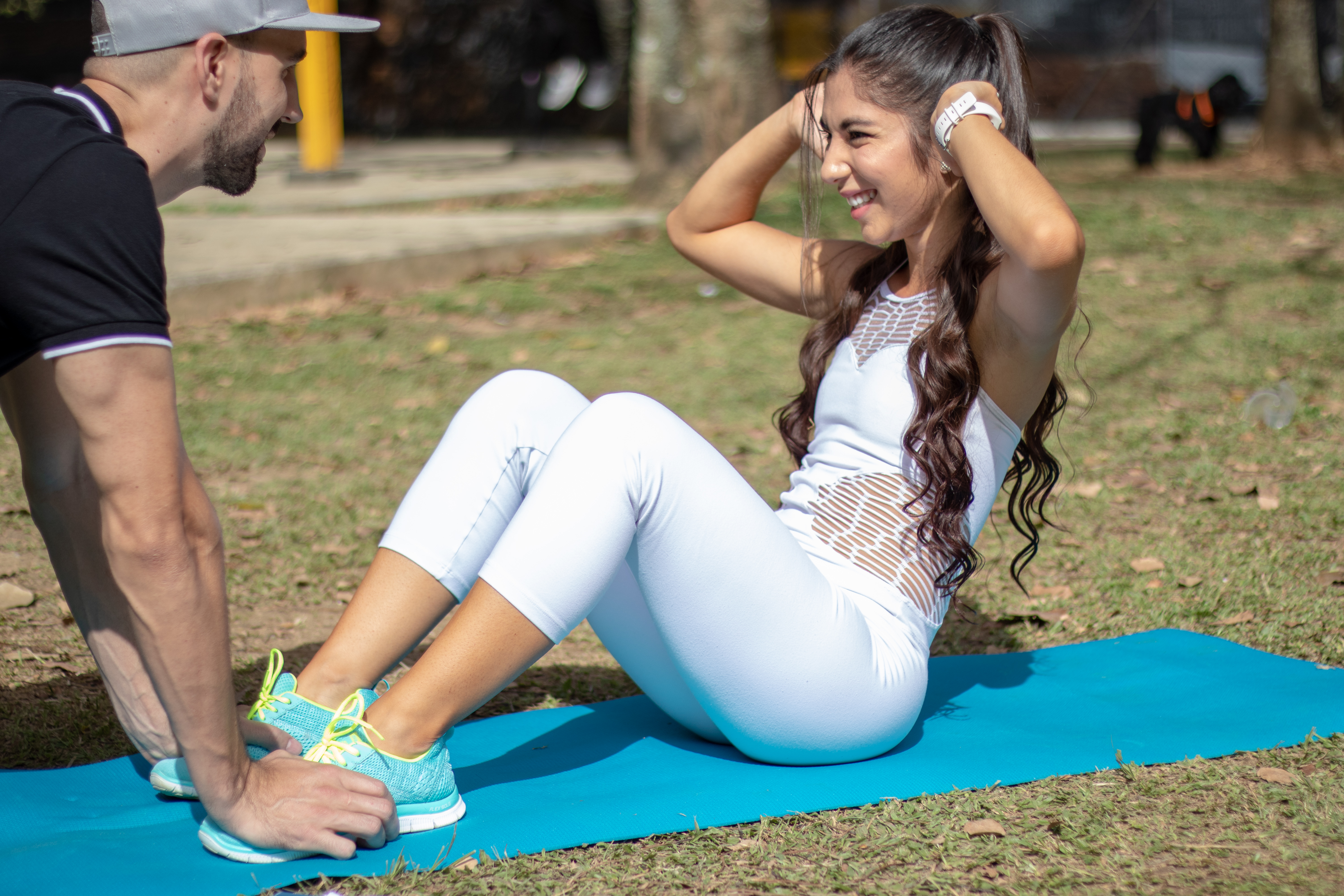

مع الأداء غير الصحيح، وُجد أن تمرين الجلوس الكامل (sit-ups) يسبب آلامًا في الظهر ويؤدي إلى تقوس أسفل الظهر، مما يزيد من خطر إصابة الظهر في عام 2015، كُشف أن جميع فروع القوات المسلحة الأمريكية بدأت تدريجيًا في الاستغناء عن تمارين الجلوس (sit-ups) وتمرين الطحن بسبب ارتفاع معدلات إصابات أسفل الظهر. وقد استبدله تمرين اللاطة.